# Mécanisme de Kozai
Parmi l'ensemble des effets à l'œuvre dans la mécanique céleste, le mécanisme de Kozai, ou résonance de Kozai, souvent appelé également mécanisme de Lidov-Kozai, désigne l'alternance périodique entre les valeurs extrêmes de l'inclinaison et de l'excentricité d'une orbite dans un système à trois corps ou plus, ce qui se traduit par une libration de l'argument du périastre dès lors que l'angle formé par les plans orbitaux de deux objets satellisés autour d'un troisième excède {\displaystyle {\begin{smallmatrix}\arccos {({\sqrt {3/5}})}\end{smallmatrix}}}, soit environ 39,2°, valeur appelée angle de Kozai.
Cette résonance a été décrite en 1962 par l'astronome soviétique Mikhaïl Lidov alors qu'il étudiait l'influence gravitationnelle de la Lune sur la trajectoire des satellites artificiels dans la foulée du lancement des Spoutnik et par l'astronome japonais Yoshihide Kozai alors qu'il étudiait l'influence de Jupiter sur l'orbite des astéroïdes, et a depuis été observée comme facteur important expliquant la configuration des orbites aussi bien des objets transneptuniens que des satellites irréguliers des planètes du Système solaire, ainsi que d'un certain nombre de systèmes stellaires multiples et d'exoplanètes.
Elle résulte de la conservation, par chaque composante du système, de la quantité {\displaystyle {\begin{smallmatrix}{\sqrt {(1-e^{2})}}\cos {i}\end{smallmatrix}}},, dans laquelle e est l'excentricité orbitale et i l'inclinaison, alors que du moment angulaire est échangé entre les différentes composantes du système, le moment angulaire total du système demeurant bien entendu constant. Les paramètres orbitaux, les masses et les demi-grands axes des différents corps du système n'agissent ainsi que sur la période de la résonance de Kozai (la rapidité d'échange de moment angulaire), mais pas sur son amplitude (les valeurs extrêmes de l'inclinaison et de l'excentricité orbitale).
Ainsi, l'excentricité maximum emax atteinte par un corps d'inclinaison maximum imax peut être approchée par :
{\displaystyle e_{\mathrm {max} }\ \simeq \ {\sqrt {1-(5/3)\cos ^{2}{i_{\mathrm {max} }}}}},
expression qui n'est valide que si imax est supérieur à l'angle de Kozai, soit 39,2° dans le sens prograde ou 140,8° dans le sens rétrograde.
Il s'ensuit notamment qu'un satellite naturel à l'orbite peu excentrique (satellite dit « régulier ») ne peut être incliné au-delà d'une valeur telle que son périastre, lorsque son inclinaison est minimum et donc que son excentricité est maximum, soit situé en deçà de la limite de Roche (car sinon ce satellite se brise), ou que son apoastre soit projeté au-delà de la sphère de Hill (car alors ce satellite s'échappe du système).
Le mécanisme de Kozai a par exemple été proposé pour expliquer l'orbite rétrograde de l'exoplanète WASP-17b ou encore l'excentricité extrême (la plus élevée jamais déterminée) de l'exoplanète HD 80606 b. Il expliquerait également l'excentricité élevée — de l'ordre de celle de Pluton — d'υ And c et υ And d, les deux plus grosses planètes du système d'upsilon Andromedae, une étoile binaire.